# Zwartenhovenbrugstraat
De Zwartenhovenbrugstraat is een straat in het centrum van Paramaribo, Suriname. 
De straat begint bij een s-bocht op de afslag naar de Dr. J.F. Nassylaan. Er zijn afslagen naar de Keizerstraat, Domineestraat, Dr. Sophie Redmondstraat en de Anton de Komstraat.

## Naamgeving
De straat is vernoemd naar het Hof van Justitie. Deze werd in het verleden wel het Zwarte Hof genoemd omdat de leden zich in het zwart kleedden. Het hof werd op 18 april 1689 opgericht als Hof van Civiele Justitie. Er bestond ook een Rood Hof, dat zo genoemd werd omdat de rechters rode rokken droegen, namelijk het Hof van Politie en Crimineele Justitie. Dit hof werd op 12 juli 1829 ontbonden en ging op in het Hof van Justitie. De brug in het woord Zwartenhovenbrugstraat verwijst naar de brug die naar het gebouw van het Hof van Justitie voerde.

## Bouwwerken
Aan het begin van de straat staat op de hoek met de Dr. Dr. J.F. Nassylaan de vestiging van METS Travel & Tours, een reisorganisatie van de overheid met eigen verblijven in het binnenland. Aan Zwartenhovenbrugstraat zelf zijn veel warenhuizen, winkels en horecagelegenheden gevestigd. Verder bevinden zich er een politiebureau, het De Sivaplein met erachter de Suriname Times Mall, het Kwakoeplein op de kruising met de Dr. Sophie Redmondstraat, de vestiging van Dagblad Suriname en de overblijfselen van het Ston oso.
In de Zwartenhovenbrugstraat had Joh.C. Marcus zijn drukkerij en papierhandel Excelsior gevestigd. Op nummer 70 stond het bioscooptheater Magna Plaza, ook wel Cinema Luxor genaamd.

### Monumenten
De volgende panden in de Zwartenhovenbrugstraat staan op de monumentenlijst:
| Omschrijving | Bouwjaar | Adres                          | Coördinaten                  | Objectnummer? | Afbeelding                    |
| ------------ | -------- | ------------------------------ | ---------------------------- | ------------- | ----------------------------- |
| woonhuis     |          | Zwartenhovenbrugstraat 53      | 5° 49' 35" NB, 55° 9' 42" WL | BPO 080       | Meer afbeeldingen Upload foto |
| woonhuis     |          | Zwartenhovenbrugstraat 56      | 5° 49' 36" NB, 55° 9' 43" WL | BPO 081       | Meer afbeeldingen Upload foto |
| Ston oso     |          | Zwartenhovenbrugstraat 88      | 5° 49' 33" NB, 55° 9' 44" WL | APO 063       | Meer afbeeldingen Upload foto |
| woonhuis     |          | Zwartenhovenbrugstraat 116     | 5° 49' 23" NB, 55° 9' 51" WL | BPO 082       | Meer afbeeldingen Upload foto |
| woonhuis     |          | Zwartenhovenbrugstraat 133-135 | 5° 49' 21" NB, 55° 9' 51" WL | BPO 084       | Meer afbeeldingen Upload foto |

### Brand van 2012
In oktober 2012 brak brand uit in een groot houten pand op de hoek van de Zwartenhovenbrugstraat met de Prinsenstraat. De brand sloeg hierna over, waardoor bij elkaar zeven panden werden verwoest en anderen schade opliepen. Achteraf bleek dat de brandweer over te weinig water beschikte om erger te voorkomen. In de weken na de brand bewaakte de politie het terrein. Daarna viel het ten prooi aan dieven van oud-ijzer dat na de brand was achtergebleven.

## Gedenktekens
Op de hoek van de Dr. Sophie Redmondstraat met de Zwartenhovenbrugstraat bevindt zich het Kwakoeplein met daarop het standbeeld van Kwakoe van Jozef Klas. Er direct achter bevindt zich het gedenkteken van Ronald Abaisa. Hieronder volgt een overzicht van alle gedenktekens in de straat:
| Onderwerp                 | Type          | Kunstenaar               | Onthulling | Locatie                                 | Omschrijving                                                       |
| ------------------------- | ------------- | ------------------------ | ---------- | --------------------------------------- | ------------------------------------------------------------------ |
| Kwakoe                    | standbeeld    | Jozef Klas               | 1963       | hoek Dr. Sophie Redmondstraat           | slavernijmonument                                                  |
| Gedenkteken Ronald Abaisa | gedenkteken   | Jack Pinas               | 1974       | bij Kwakoe                              | Ronald Abaisa, gedode vakbondsleider tijdens de protesten van 1973 |
| Herdenkingsboom           | groenhartboom | geplant door eega Currie | 1963       | Louis Doedelplein, hoek Saramaccastraat | 100-jarig jubileum afschaffing slavernij                           |
| Dankbaarheidsmonument     | beeldengroep  | Mari Andriessen          | 1955       | De Sivaplein                            | Surinaamse hulp na Tweede Wereldoorlog                             |